# Homoscarta boliviana
Homoscarta boliviana är en insektsart som beskrevs av Schmidt 1928. Homoscarta boliviana ingår i släktet Homoscarta och familjen dvärgstritar. Inga underarter finns listade i Catalogue of Life.